# Once Sent from the Golden Hall
| Recensione | Giudizio |
| ---------- | -------- |
| About.com  |          |
| AllMusic   |          |

Once Sent from the Golden Hall è il primo album della band melodic death metal svedese Amon Amarth pubblicato nel 1998 dalla Metal Blade.

## Tracce
1. Ride for Vengeance – 4:28
2. The Dragons' Flight Across the Waves – 4:33
3. Without Fear – 4:50
4. Victorious March – 7:56
5. Friends of the Suncross – 4:42
6. Abandoned – 6:00
7. Amon Amarth – 8:06
8. Once Sent From the Golden Hall – 4:11

## Formazione
- Johan Hegg – voce
- Olavi Mikkonen – chitarra solista
- Ted Lundström – basso
- Martin Lopez – batteria
- Anders Hansson – chitarra ritmica